# Car Equivalent Unit
Car Equivalent Unit (engl., Abkürzung CEU, deutsch etwa Standard-PKW-Einheit) ist eine international standardisierte Einheit zur Bemessung der Kapazität von PCC (Pure Car Carrier) genannten reinen PKW-Transportschiffen, wie sie etwa von der Automobilindustrie für die Verschiffung von Neuwagen in die Absatzmärkte eingesetzt werden. Es gibt bis heute drei verschiedene CEU Standards:
| CEU RT43 | 7,4 m² |
| CEU RT83 | 8 m²   |
| CEU      | 10 m²  |

Die Einheit CEU RT43 geht auf den Toyota Corona RT43 aus dem Jahr 1966 zurück, eines der ersten Fahrzeugmodelle, welches in Massenproduktion für den Weltmarkt produziert und von Japan aus in größerem Umfang mit speziellen Autotransportschiffen ins Ausland verschifft wurde. Da sich die PKW-Größen im Laufe der Jahre änderten, erfolgte einige Jahre später eine Anpassung auf CEU RT83, wiederum bemessen an der Größe eines Toyota Corona, diesmal in der Modellversion RT83. International ist aktuell die nochmals etwas größere Einheit CEU üblich. In Japan dagegen wird bis heute die Einheit CEU RT43 (teilweise nur mit RT bezeichnet) als Standardgröße angewandt. Da es PKW ganz unterschiedlicher Abmessungen gibt, wird in der Praxis zur Berechnung des Platzbedarfs für jeden Fahrzeugtyp ein entsprechender Umrechnungsfaktor angewandt, um die tatsächlich benötigte Kapazität in CEU zu ermitteln.